# Steinbruch Mikaschewitschy
Der Steinbruch Mikaschewitschy liegt unmittelbar westlich der Kleinstadt Mikaschewitschy in Belarus. Jährlich werden dort etwa 15 Millionen Tonnen Granit, Granodiorit sowie Diorit abgebaut und aufbereitet. Es handelt sich dabei um den größten Steinbruch mit diesen Gesteinsarten in Europa. Gegenwärtig (Stand 2019) ist der Steinbruch etwa 3 km lang, 1,4 km breit und die Abbausohle liegt rund 150 m unter der natürlichen Geländeoberfläche. Etwa 2500 Mitarbeiter arbeiten im Zweischichtbetrieb, wobei der Gesteinsabbau schwerpunktmäßig von Frühjahr bis Herbst abläuft. Während der Wintermonate konzentriert sich der Betrieb dagegen auf die Instandhaltung der eingesetzten Maschinen und Anlagen.

## Geschichte
Geologen untersuchten 1963 den Boden unten den Sümpfen westlich von Mikaschewitschy und entdeckten dabei das reichhaltige Gesteinsvorkommen. Nach einer Planungsphase, die von 1965 bis 1968 andauerte, begannen 1971 die notwendigen Vorarbeiten. 1976 erfolgte dann die Inbetriebnahme des Steinbruchs.

## Abbaubetrieb
Vor Abbau des Gesteins wird der bis zu 60 Meter hohe Abraum beseitigt. Dies erfolgt mit Schürfkübel-, Hochlöffel- und Tieflöffelbagger (unter anderem NKMZ ESH 11/70 oder Volvo EC 700C). Die freigelegten Gesteinsschichten werden dann mit bis zu 100 Großbohrloch-Sprengungen jährlich gelockert. Die dafür notwendigen Bohrlöcher treiben russische Elektro-Bohrgeräte SBSH-250 MNA 32 in den Untergrund.
Das aufgelockerte Gestein wird mit Elektro-Hochlöffelbagger Uralmasch EKG auf rund 70 Muldenkipper des belarussischen Herstellers BelAZ geladen und anschließend zu den Brechanlagen gebracht. Gesteinsbrocken, die zu groß für den Brecher sind, werden mit Hydraulikhämmern vorab zerkleinert. Mehrere Raddozer und Planierraupen halten die für den Gesteinstransport notwendigen Fahrstraßen instand.

## Produkte und Anwendung
In der Aufbereitungsanlage wird das Abbaumaterial gebrochen, gewaschen und nach verschiedenen Korngrößen sortiert. Dabei entstehen die folgende Endprodukte:
- Brechsand bis 5 mm Korngröße
- Feiner und grober Schotter ab 5 bis 70 mm Korngröße
- Schroppen ab 70 bis 300 mm Korngröße

Über Bandstraßen gelangt das aufbereitete Material dann direkt zur Verladung oder es wird auf Halde zwischengelagert. Etwa 90 % der jährlich produzierten Menge werden mit der Bahn und 9 % per Lkw abtransportiert. Der Abtransport mit Frachtschiffen beträgt rund 1 % der jährlich produzierten Menge und erfolgt über einen eigens gebauten Kanal, der nach 6 Kilometern in den Fluss Prypjat mündet.
Mehrheitlich wird das produzierte Material im eigenen Land verwendet oder nach Russland exportiert. Aber auch Litauen, Lettland, Polen und die Ukraine zählen zu den Abnehmerländern. Die Kunden nutzen das Material überwiegend im Straßen- und Gleisbau oder setzen es zur Betonherstellung ein.

## Museum
Im Jahr 2015 wurde auf dem Gelände ein Museum eröffnet, das rasch überregionale Bekanntheit erlangte und häufig auch von Schulklassen besucht wird. Es vermittelt  Informationen über das abgebaute Gestein, die geschichtliche Entwicklung des Steinbruchs und die Abbaumethoden. Zudem werden Fundstücke, die beim Abtrag der oberen Abraumschichten aufgefunden wurden, ausgestellt. Dazu zählen beispielsweise Fossilien von Mammuts und Urnashörnern mit einem geschätzten Alter von rund 400.000 Jahren.

## Quelle
- Wilhelm Weissbecker, Katya Shchedrova: Jahrbuch Baumaschinen 2020. Podszun-Verlag, 2019, ISBN 978-3-86133-934-2, Seite 5 ff.

Koordinaten: 52° 13′ 26,1″ N, 27° 25′ 6,6″ O